# Kofol
Kofol je priimek v Sloveniji, ki ga je po podatkih Statističnega urada Republike Slovenije na dan 1. januarja 2024 uporabljalo 326 oseb in je 1155. najbolj pogost priimek v Sloveniji. Največ oseb s tem priimkom, 212, živi v Goriški statistični regiji, kjer je priimek po pogostnosti uvrščen na 67. mesto.

## Znani nosilci priimka
- Antonija Kofol (1925-2015), učiteljica v Solkanu, amaterska slikarka
- Karla Kofol (*1967), etnologinja, urednica Primorskega slovenskega biografskega leksikona
- Leopold Kofol (1875-1961), posestnik in narodni delavec v Čepovanu
- Nivea Kofol (*1954), kiparka, knjižničarka
- Tina Kofol (*1978), gorska kolesarka
- Vera Kofol, atletinja; amaterska slikarka